# Gabrio Casati
Gabrio Casati, conde y barón de Pendivasca (Milán, 2 de agosto de 1798 - ibídem, 16 de noviembre de 1873) fue un político italiano, ministro de Instrucción Pública e impulsor de la ley Casati, que en 1861 se impuso en la Italia unificada.

## Biografía
Fue también ministro de Instrucción Pública durante algunos meses de 1859 a 1860; en este puesto, promovió una ley de reforma escolar que lleva su nombre, la ley Casati, adoptada desde 1861 en todo el Reino de Italia bajo el ejecutivo de la derecha histórica.
Fue presidente del Senado italiano en dos ocasiones, del 8 de noviembre de 1865 al 13 de febrero de 1867, y del 21 de marzo de 1867 al 2 de noviembre de 1870.
Sus restos descansan en el mausoleo Casati, en el cementerio de Muggiò (Milán).